# Список автономних областей за країнами
Це список автономних територій, упорядкований за країнами, показує автономні області світу. Автономна область визначається як область країни, яка має певний ступінь автономії або має свободу від зовнішньої влади. Для нього характерно бути географічно віддаленим від країни або населеним національною меншиною. Країни, що включають автономні області, часто є федераціями. Автономні області відрізняються від федеральних одиниць та незалежних штатів тим, що вони, відносно більшості інших субнаціональних територій тієї самої країни, мають особливий статус, включаючи деякі законодавчі повноваження, всередині держави (для детального переліку федеративні одиниці, див. Федеративна держава).
Цей список включає регіони, які визнані на міжнародному рівні, а також деякі, які, як правило, не визнаються. A, B Визначення автономної області різниться залежно від країни, тому перелічується місцевий термін, визначений урядом відповідної країни, а також англійська переклад терміна включений.
| Континент        | Країна               | Статус                        | Автономія                                           | Примітка |
| ---------------- | -------------------- | ----------------------------- | --------------------------------------------------- | -------- |
| Азія             | Велика Британія      | Заморська територія           | Акротирі і Декелія                                  |          |
| Азія             | Велика Британія      | Заморська територія           | Британська територія в Індійському океані           |          |
| Азія             | Росія                | Автономна область             | Єврейська                                           |          |
| Азія             | Росія                | Автономний округ              | Ханти-Мансійський                                   |          |
| Азія             | Росія                | Автономний округ              | Чукотський                                          |          |
| Азія             | Росія                | Автономний округ              | Ямало-Ненецький                                     |          |
| Азія             | Росія                | Край                          | Алтайський                                          |          |
| Азія             | Росія                | Край                          | Забайкальський                                      |          |
| Азія             | Росія                | Край                          | Камчатський                                         |          |
| Азія             | Росія                | Край                          | Красноярський                                       |          |
| Азія             | Росія                | Край                          | Приморський                                         |          |
| Азія             | Росія                | Край                          | Хабаровський                                        |          |
| Азія             | Росія                | Республіка                    | Алтай                                               |          |
| Азія             | Росія                | Республіка                    | Бурятія                                             |          |
| Азія             | Росія                | Республіка                    | Тува                                                |          |
| Азія             | Росія                | Республіка                    | Саха                                                |          |
| Антарктида       | Велика Британія      | Заморська територія           | Британська антарктична територія                    |          |
| Антарктида       | Норвегія             | Заморська територія           | Буве                                                |          |
| Антарктида       | Норвегія             | Заморська територія           | Земля Корлеви Мод                                   |          |
| Антарктида       | Норвегія             | Заморська територія           | Острів Петра I                                      |          |
| Африка           | Іспанія              | Автономна область             | Канарські острови                                   |          |
| Африка           | Іспанія              | Автономне місто               | Мелілья                                             |          |
| Африка           | Іспанія              | Автономне місто               | Сеута                                               |          |
| Африка           | Франція              | Заморський регіон             | Майотта                                             |          |
| Африка           | Франція              | Заморський регіон             | Реюньйон                                            |          |
| Європа           | Австрія              | Земля                         | Бургенланд                                          |          |
| Європа           | Австрія              | Земля                         | Верхня Австрія                                      |          |
| Європа           | Австрія              | Земля                         | Відень                                              |          |
| Європа           | Австрія              | Земля                         | Зальцбург                                           |          |
| Європа           | Австрія              | Земля                         | Каринтія                                            |          |
| Європа           | Австрія              | Земля                         | Нижня Австрія                                       |          |
| Європа           | Австрія              | Земля                         | Тіроль                                              |          |
| Європа           | Австрія              | Земля                         | Форарльберг                                         |          |
| Європа           | Австрія              | Земля                         | Штирія                                              |          |
| Європа           | Бельгія              | Регіон                        | Валлонія                                            |          |
| Європа           | Бельгія              | Регіон                        | Фландрія                                            |          |
| Європа           | Бельгія              | Столичний регіон              | Брюссель                                            |          |
| Європа           | Боснія і Герцеговина | Округ                         | Брчко                                               |          |
| Європа           | Боснія і Герцеговина | Республіка                    | Сербська                                            |          |
| Європа           | Боснія і Герцеговина | Республіка                    | Федерації Боснії і Герцеговини                      |          |
| Європа           | Велика Британія      | Графство                      | Північна Ірландія                                   |          |
| Європа           | Велика Британія      | Заморська територія           | Гібралтар                                           |          |
| Європа           | Велика Британія      | Коронне володіння             | Герм                                                |          |
| Європа           | Велика Британія      | Коронне володіння             | Гернсі                                              |          |
| Європа           | Велика Британія      | Коронне володіння             | Джерсі                                              |          |
| Європа           | Велика Британія      | Коронне володіння             | Мен                                                 |          |
| Європа           | Велика Британія      | Коронне володіння             | Олдерні                                             |          |
| Європа           | Велика Британія      | Коронне володіння             | Сарк                                                |          |
| Європа           | Велика Британія      | Область                       | Уельс                                               |          |
| Європа           | Велика Британія      | Область                       | Шотландія                                           |          |
| Європа           | Велика Британія      | Регіон                        | Англія                                              |          |
| Європа           | Греція               | Автономна область             | Гора Афон                                           |          |
| Європа           | Данія                | Установча держава             | Фарерські острови                                   |          |
| Європа           | Іспанія              | Автономна область             | Андалусія                                           |          |
| Європа           | Іспанія              | Автономна область             | Арагон                                              |          |
| Європа           | Іспанія              | Автономна область             | Астурія                                             |          |
| Європа           | Іспанія              | Автономна область             | Балеарські острови                                  |          |
| Європа           | Іспанія              | Автономна область             | Валенсія                                            |          |
| Європа           | Іспанія              | Автономна область             | Галісія                                             |          |
| Європа           | Іспанія              | Автономна область             | Естремадура                                         |          |
| Європа           | Іспанія              | Автономна область             | Кантабрія                                           |          |
| Європа           | Іспанія              | Автономна область             | Кастилія-Ла-Манча                                   |          |
| Європа           | Іспанія              | Автономна область             | Кастилія і Леон                                     |          |
| Європа           | Іспанія              | Автономна область             | Каталонія                                           |          |
| Європа           | Іспанія              | Автономна область             | Країна Басків                                       |          |
| Європа           | Іспанія              | Автономна область             | Ла-Ріоха                                            |          |
| Європа           | Іспанія              | Автономна область             | Мадрид                                              |          |
| Європа           | Іспанія              | Автономна область             | Мурсія                                              |          |
| Європа           | Іспанія              | Автономна область             | Наварра                                             |          |
| Європа           | Молдова              | Автономні одиниці             | Гагаузія                                            |          |
| Європа           | Молдова              | Автономні одиниці             | Придністров'я                                       |          |
| Європа           | Німеччина            | Землі                         | Баден-Вюртемберг                                    |          |
| Європа           | Німеччина            | Землі                         | Баварія                                             |          |
| Європа           | Німеччина            | Землі                         | Бранденбург                                         |          |
| Європа           | Німеччина            | Землі                         | Бремен                                              |          |
| Європа           | Німеччина            | Землі                         | Гамбург                                             |          |
| Європа           | Німеччина            | Землі                         | Гессен                                              |          |
| Європа           | Німеччина            | Землі                         | Мекленбург-Передня Померанія                        |          |
| Європа           | Німеччина            | Землі                         | Нижня Саксонія                                      |          |
| Європа           | Німеччина            | Землі                         | Північний Рейн-Вестфалія                            |          |
| Європа           | Німеччина            | Землі                         | Рейнланд-Пфальц                                     |          |
| Європа           | Німеччина            | Землі                         | Саарланд                                            |          |
| Європа           | Німеччина            | Землі                         | Саксонія-Ангальт                                    |          |
| Європа           | Німеччина            | Землі                         | Саксонія                                            |          |
| Європа           | Німеччина            | Землі                         | Тюрингія                                            |          |
| Європа           | Німеччина            | Землі                         | Шлезвіг-Гольштейн                                   |          |
| Європа           | Норвегія             | Інтегровані території         | Шпіцберген                                          |          |
| Європа           | Норвегія             | Інтегровані території         | Ян Маєн                                             |          |
| Європа           | Португалія           | Республіка                    | Азорські острови                                    |          |
| Європа           | Португалія           | Республіка                    | Мадейра                                             |          |
| Європа           | Росія                | Автономна область             | Єврейська                                           |          |
| Європа           | Росія                | Автономний округ              | Ненецький                                           |          |
| Європа           | Росія                | Край                          | Краснодарський                                      |          |
| Європа           | Росія                | Край                          | Пермський                                           |          |
| Європа           | Росія                | Край                          | Ставропольський                                     |          |
| Європа           | Росія                | Республіка                    | Адигея                                              |          |
| Європа           | Росія                | Республіка                    | Башкортостан                                        |          |
| Європа           | Росія                | Республіка                    | Дагестан                                            |          |
| Європа           | Росія                | Республіка                    | Інгушетія                                           |          |
| Європа           | Росія                | Республіка                    | Кабардино-Балкарія                                  |          |
| Європа           | Росія                | Республіка                    | Калмикія                                            |          |
| Європа           | Росія                | Республіка                    | Карачаєво-Черкесія                                  |          |
| Європа           | Росія                | Республіка                    | Карелія                                             |          |
| Європа           | Росія                | Республіка                    | Комі                                                |          |
| Європа           | Росія                | Республіка                    | Марій Ел                                            |          |
| Європа           | Росія                | Республіка                    | Мордовія                                            |          |
| Європа           | Росія                | Республіка                    | Північна Осетія-Аланія                              |          |
| Європа           | Росія                | Республіка                    | Татарстан                                           |          |
| Європа           | Росія                | Республіка                    | Удмуртія                                            |          |
| Європа           | Росія                | Республіка                    | Хакасія                                             |          |
| Європа           | Росія                | Республіка                    | Чечня                                               |          |
| Європа           | Росія                | Республіка                    | Чувашія                                             |          |
| Європа           | Сербія               | Автономний край               | Воєводина                                           |          |
| Європа           | Україна              | Автономна республіка          | Крим                                                |          |
| Європа           | Фінляндія            | Автономний регіон             | Аландські острови                                   |          |
| Європа           | Франція              | Автономний регіон             | Корсика                                             |          |
| Океанія          | Велика Британія      | Заморська територія           | Піткерн                                             |          |
| Океанія          | Франція              | Заморська спільнота           | Полінезія                                           |          |
| Океанія          | Франція              | Заморська спільнота           | Волліс і Футуна                                     |          |
| Південна Америка | Велика Британія      | Заморська територія           | Острови Святої Єлени, Вознесіння і Тристан-да-Кунья |          |
| Південна Америка | Велика Британія      | Заморська територія           | Південна Джорджія та Південні Сандвічеві острови    |          |
| Південна Америка | Велика Британія      | Заморська територія           | Фолклендські острови                                |          |
| Північна Америка | Велика Британія      | Заморська територія           | Ангілья                                             |          |
| Північна Америка | Велика Британія      | Заморська територія           | Бермудські острови                                  |          |
| Північна Америка | Велика Британія      | Заморська територія           | Віргінські острови                                  |          |
| Північна Америка | Велика Британія      | Заморська територія           | Кайманові острови                                   |          |
| Північна Америка | Велика Британія      | Заморська територія           | Монтсеррат                                          |          |
| Північна Америка | Велика Британія      | Заморська територія           | Теркс і Кайкос                                      |          |
| Північна Америка | Данія                | Установча держава             | Гренландія                                          |          |
| Північна Америка | Нідерланди           | Самоврядна територія          | Аруба                                               |          |
| Північна Америка | Нідерланди           | Самоврядна територія          | Кюрасао                                             |          |
| Північна Америка | Нідерланди           | Самоврядна територія          | Сінт-Мартен                                         |          |
| Північна Америка | Нідерланди           | Особлива муніципальна одиниця | Бонайре                                             |          |
| Північна Америка | Нідерланди           | Особлива муніципальна одиниця | Саба                                                |          |
| Північна Америка | Нідерланди           | Особлива муніципальна одиниця | Сінт-Естатіус                                       |          |
| Північна Америка | Франція              | Заморський регіон             | Гваделупа                                           |          |
| Північна Америка | Франція              | Заморський регіон             | Гвіана                                              |          |
| Північна Америка | Франція              | Заморський регіон             | Мартиніка                                           |          |
| Північна Америка | Франція              | Заморська спільнота           | Сен-Бартелемі                                       |          |
| Північна Америка | Франція              | Заморська спільнота           | Сен-Мартен                                          |          |
| Північна Америка | Франція              | Заморська спільнота           | Сен-П'єр і Мікелон                                  |          |